# Shara Gillow
Shara Gillow (Nambour, 23 de diciembre de 1987) es una ciclista australiana que fue profesional entre 2011 y 2020.

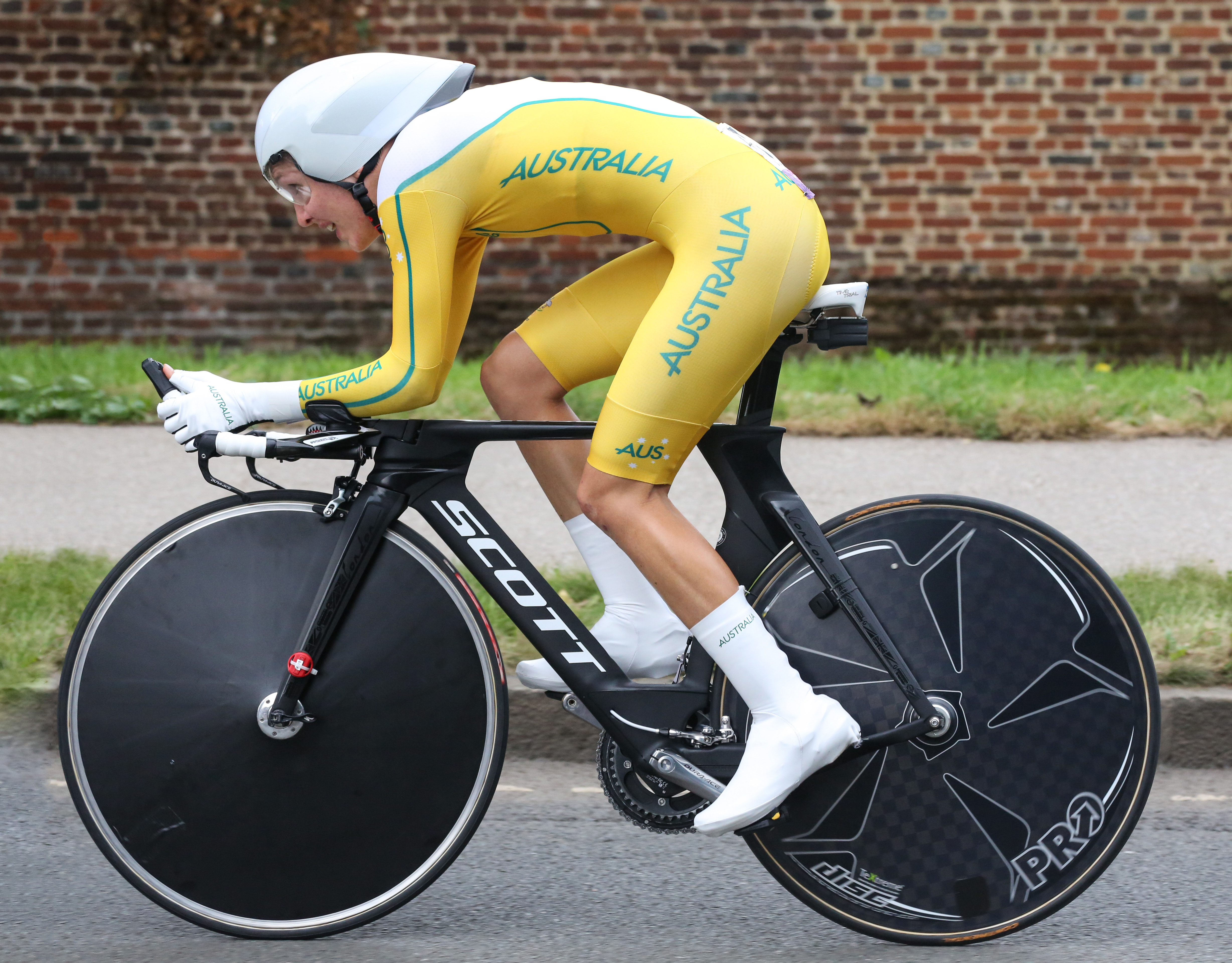
Gillow, en la Contrarreloj de los Juegos Olímpicos de Londres 2012 donde fue 13.ª.

## Trayectoria
Tras conseguir buenos resultados en carreras internacionales en los años 2009 y 2010 con la selección de Australia, el 20 de junio de 2011 fue fichada por el Bizkaia-Durango de cara a disputar el Giro de Italia Femenino, siendo ese su primer equipo profesional. Durante ese mismo año ya había conseguido el Campeonato de Australia Contrarreloj y el Campeonato Oceánico Contrarreloj y en Ruta. En dicho Giro ganó la segunda etapa siendo líder durante una jornada y fue novena en la clasificación general. Posteriormente siguió corriendo carreras con su selección y solo corrió la Chrono Champenois-Trophée Européen con su equipo.
Tras sus buenos resultados en 2012 fichó por el primer equipo profesional femenino de Australia, el GreenEDGE/Orica. En ese año participó en los Juegos Olímpicos de Londres 2012 tanto en la prueba contrarreloj donde acabó 14.ª como como prueba en ruta donde acabó 39ª.
Al finalizar la temporada 2020 decidió poner punto final a su carrera deportiva.

## Palmarés
2011
- Campeonato de Australia Contrarreloj   (como amateur)
- Campeonato Oceánico Contrarreloj  (como amateur)
- Campeonato Oceánico en Ruta  (como amateur)[10]
- 1 etapa del Giro de Italia Femenino

2012
- Campeonato de Australia Contrarreloj
- Campeonato Oceánico Contrarreloj
- 2.ª en el Campeonato Oceánico en Ruta

2013
- Campeonato de Australia Contrarreloj
- 1 etapa del Giro del Trentino Alto Adige-Südtirol
- 1 etapa lel Tour de Turingia femenino

2014
- Campeonato Oceánico Contrarreloj
- 3.ª en el Campeonato Oceánico e Ruta
- 2.ª en el Campeonato de Australia Contrarreloj

2015
- Campeonato de Australia Contrarreloj
- 3.ª en el Campeonato de Australia en Ruta

2016
- 2.ª en el Campeonato de Australia Contrarreloj

2017
- 2.ª en el Campeonato de Australia Contrarreloj

2018
- 3.ª en el Campeonato de Australia Contrarreloj

## Resultados en Grandes Vueltas y Campeonatos del Mundo
Durante su carrera deportiva ha conseguido los siguientes puestos en las Grandes Vueltas femeninas y en los Campeonatos del Mundo en carretera:
| Carrera              | Carrera              | 2009 | 2010 | 2011 | 2012 | 2013 | 2014 | 2015 | 2016 | 2017 | 2018 | 2019 | 2020 |
| -------------------- | -------------------- | ---- | ---- | ---- | ---- | ---- | ---- | ---- | ---- | ---- | ---- | ---- | ---- |
|                      | Giro de Italia       | 28.ª | 16.ª | 9.ª  | 18.ª | 4.ª  | 34.ª | 10.ª | 27.ª | 12.ª | 16.ª | 33.ª | —    |
|                      | Tour de l'Aude       | —    | —    | X    | X    | X    | X    | X    | X    | X    | X    | X    | X    |
|                      | Grande Boucle        | —    | X    | X    | X    | X    | X    | X    | X    | X    | X    | X    | X    |
| Mundial en Ruta      | Mundial en Ruta      | —    | Ab.  | 89.ª | 53.ª | 31.ª | —    | —    | —    | 24.ª | 35.ª | —    | Ab.  |
| Mundial Contrarreloj | Mundial Contrarreloj | —    | 28.ª | 12.ª | 10.ª | 12.ª | —    | —    | —    | —    | —    | —    | —    |

—: no participa

Ab.: abandono

X: ediciones no celebradas

## Equipos
- Bizkaia-Durango (2011)[11]
- GreenEDGE/Orica (2012-2014)
  - GreenEDGE-AIS (hasta mayo) (2012)
  - Orica-AIS (2012-2016)
- Rabo Liv Women Cycling Team (2015-2016)
- FDJ Nouvelle Aquitaine Futuroscope (2017-2020)